# Pasto (álbum)
Pasto es el primer álbum de la banda argentina Babasónicos. El álbum fue grabado en una quinta de Ezeiza y editado bajo el sello Sony Music. Este también cuenta con la participación de Gustavo Cerati y Daniel Melero como invitados y su sencillo «D-generación», el cual se convirtió en su primer gran éxito y logró ingresar a las radios. Anteriormente, la banda había grabado un demo que incluía los temas «Tripeando», «Indios» y «La era del amor», los cuales formarían parte del disco. La portada del disco muestra al mánager y amigo de la banda, apodado como «Fácil K».

## Lista de canciones
| N.º | Título                     | Escritor(es)                                                                   | Duración |  |
| 1.  | «Intro»                    | A. Rodríguez                                                                   | 0:10     |  |
| 2.  | «D-generación»             | A. Rodríguez                                                                   | 3:49     |  |
| 3.  | «Tripeando»                | A. Rodríguez, D. Tuñón                                                         | 3:57     |  |
| 4.  | «41' de ocio»              | A. Rodríguez                                                                   | 0:41     |  |
| 5.  | «Sobre la hierba»          | A. Rodríguez, D. Tuñón                                                         | 4:35     |  |
| 6.  | «Chicos en el pasto»       | A. Rodríguez, G. Mannelli                                                      | 3:25     |  |
| 7.  | «Canción de la bandera»    | A. Rodríguez, D. Tuñón                                                         | 0:41     |  |
| 8.  | «La era del amor-Parte I»  | A. Rodríguez, D. Tuñón, G. Mannelli                                            | 1:29     |  |
| 9.  | «Natural»                  | M. Domínguez                                                                   | 3:29     |  |
| 10. | «Mutha fucka»              | M. Domínguez, A. Rodríguez                                                     | 0:50     |  |
| 11. | «Somos la pelota»          | A. Rodríguez, D. Tuñón, G. Mannelli, M. Domínguez, D. Rodríguez, D. Castellano | 3:21     |  |
| 12. | «Guarda D.P.!»             | D. Rodríguez                                                                   | 0:53     |  |
| 13. | «Bien»                     | A. Rodríguez, D. Tuñón, G. Mannelli                                            | 5:34     |  |
| 14. | «Listo»                    | G. Mannelli                                                                    | 0:13     |  |
| 15. | «Indios»                   | A. Rodríguez                                                                   | 3:21     |  |
| 16. | «Fiebre roller»            | D. Castellano                                                                  | 0:52     |  |
| 17. | «Sol naranja»              | A. Rodríguez, G. Mannelli                                                      | 4:41     |  |
| 18. | «Umito»                    | D. Tuñón                                                                       | 0:40     |  |
| 19. | «Margaritas»               | A. Rodríguez, D. Tuñón                                                         | 4:46     |  |
| 20. | «D-generación (Trash Mix)» | A. Rodríguez                                                                   | 3:30     |  |

## Músicos invitados
- Ariel Minimal: Voz en «Margaritas» y coros en «Somos la pelota».
- Fabián Ghia: Voz en «Margaritas».
- Daniel Melero: Voz, guitarra acústica, coros y teclados en «41' de ocio», «Sobre la hierba», «La era del amor (Parte 1)», «Listo», «Fiebre Roller» y «Umito».
- Gustavo Cerati: Guitarra y solos en «Tripeando», «41' de ocio», «Sobre la hierba», «Canción de la bandera», «Listo» y «Umito».
- Gustavo Narinsky: Solo de órgano en «Indios».
- Wenchy Lazo: Solo de guitarra en «Sol naranja».
- Martín Menzel: Coros en «Sobre la hierba», «La era del amor (Parte 1)» y «Bien».
- Gastón Capurro: Bajo en «41' de ocio».
- Flavio Etcheto: Trompeta en «41' de ocio» y «D-generación (Trash Mix)».

## Personal
- Producción artística: D. Tuñón y A. Rodríguez
- Arreglado por Babasónicos
- Técnico de grabación: Martín Menzel
- Dirección de arte: Fácil K, Peggyn y Babasónicos
- Diseño: María Laura Helguera y Cosme Palumbo
- Fotografía: Gustavo Saiegh
- Coordinación artística y modelo de tapa: Fácil K
- Producción fotográfica: Cosme Palumbo y Peggyn